# Недільні діти
«Недільні діти» (швед. Söndagsbarn) — художній фільм 1992 року режисера Даніеля Бергмана, знятий за сценарієм Інгмара Бергмана. Стрічка отримала нагороду за кращу роботу оператора (Тоні Форсберг), Тонні Берген отримав номінацію «Кращий актор» премії «Золотий жук».

## Сюжет
Фільм розповідає про пригоди Пу на літньому відпочинку в Норрланді у Швеції та дорослим Пу, який відвідує свого батька в будинку для людей похилого віку. Маленький Пу проводить літо в 1920-х роках з усіма його родичами. Пу і його брат чують розповідь про годинникаря, який повісився. Дорослий Пу розмовляє про напружене сімейне життя, згадує поїздки поїздом і велосипедом.

## У ролях
| Актор            | Роль            |
| ---------------- | --------------- |
| Томмі Берггрен   | батько          |
| Генрік Ліннрос   | Пу              |
| Лена Ендре       | мати            |
| Малін Ек         | Марта           |
| Марі Річардсон   | тітка Емма      |
| Біргітта Валберг | бабуся          |
| Бер'є Алстедт    | дядько Карл     |
| Марія Больме     | Май             |
| Пер Мюрберг      | Інгмар          |
| Гелена Бродін    | сестра Едіт     |
| Сюзанна Ернруп   | Хельга Смед     |
| Галвар Бйорк     | дядько Ерікссон |

## Знімальна група
- Кінорежисер — Даніель Бергман
- Сценарист — Інгмар Бергман
- Кінопродюсер — Катінка Фараго
- Кінооператор — Тоні Форсберг
- Композитор — Руне Густафссон, Золтан Кодай
- Кіномонтаж — Дарек Годор
- Художник-постановник — Свен Вішманн
- Художник-костюмер — Мона Терезія Форсен[3]

## Сприйняття

### Критика
Фільм отримав схвальні відгуки. На сайті Rotten Tomatoes оцінка стрічки становить 100 % від критиків із середньою оцінкою 7,5/10 (11 голосів). Фільму зарахований «стиглий помідор» від критиків, Internet Movie Database — 7,6/10 (726 голосів).

### Номінації та нагороди
| Нагороди та номінації фільму «Недільні діти» | Нагороди та номінації фільму «Недільні діти» | Нагороди та номінації фільму «Недільні діти» | Нагороди та номінації фільму «Недільні діти» | Нагороди та номінації фільму «Недільні діти» | Нагороди та номінації фільму «Недільні діти» |
| Рік                                          | Кінофестиваль/кінопремія                     | Категорія/нагорода                           | Номінант                                     | Результат                                    |                                              |
| -------------------------------------------- | -------------------------------------------- | -------------------------------------------- | -------------------------------------------- | -------------------------------------------- | -------------------------------------------- |
| 1992                                         | Монреальський кінофестиваль                  | Найкращий художній внесок                    | Тоні Форсберг                                | Перемога                                     |                                              |
| 1992                                         | Монреальський кінофестиваль                  | Приз ФІПРЕССІ                                | Даніель Бергман                              | Перемога                                     |                                              |
| 1992                                         | Монреальський кінофестиваль                  | Особлива згадка                              | Даніель Бергман                              | Перемога                                     |                                              |
| 1993                                         | «Золотий жук»                                | Найкраща робота оператора                    | Тоні Форсберг                                | Перемога                                     |                                              |
| 1993                                         | «Золотий жук»                                | Найкраща чоловіча роль                       | Томмі Берггрен                               | Номінація                                    |                                              |